# Țuțora
Țuțora è un comune della Romania di 2 066 abitanti, ubicato nel distretto di Iași, nella regione storica della Moldavia.
Il comune è formato dall'unione di 3 villaggi: Chiperești, Oprișen, Țuțora.